# امیل دو بوا ریمون
امیل دو بوآ ریمون (انگلیسی: Emil du Bois-Reymond؛ ۷ نوامبر ۱۸۱۸ – ۲۶ دسامبر ۱۸۹۶) یک دانشمند در زمینه فیزیولوژی و الکتروفیزیولوژی اهل آلمان بود.

## هفت معمای جهان
در ۱۸۸۰ بوا-ریمون سخنرانی مشهوری در فرهنگستان علوم پروس با پیش رو قرار دادن هفت معمای جهان ایراد کرد، او برای تعدادی از این معماها بیان داشت که نه علم و نه فلسفه هرگز نمی‌توانند توضیحی برایشان پیدا کنند. او به‌ویژه با اشاره به نکتهٔ محدودیت مفروضات مکانیکی دربارهٔ طبیعت در برخورد با مسائل قطعی آنها را متعالی مطرح کرده‌است، لیست هفت معما:
1. طبیعت غائی ماده و نیرو،
2. منشأ جنبش،
3. منشأ حیات،
4. تقدیرات ظاهراً غایت‌شناختی طبیعت، نه به عنوان یک «معمای کاملاً متعالی»،
5. منشأ حسیّات ساده، پرسشی «کاملاً متعالی»،
6. منشأ زبان و اندیشه هوشمند، که ممکن است هرکدام شناخته شوند اگر منشأ حسیات معلوم شود، و
7. پرسش اختیار.

در خصوص شماره‌های ۱، ۲ و ۵ اذعان کرد: ما نمی‌دانیم و نخواهیم دانست.